# 哈拉帕语
哈拉帕语指青铜时代(公元前2千纪)哈拉帕文化人群使用的，是印度河文字所表示的语言。哈拉帕语没有任何成功释读的文本，各种关于它系属分类的假说大都基于印度北部来源未知的借词和底层影响，特别是吠陀梵语的底层和苏美尔楔形文字记录下的几例(如“麦鲁哈”)。
印度及周边区域有不少可能是印度河文明传出的词汇。苏美尔语“麦鲁哈”（Meluhha）可能来自印度河文明的本土词汇，梵语“蔑戾车”（“外邦人”）、Witzel (2000)认为苏美尔语GIŠšimmar(一种树)可能与梨俱吠陀梵语śimbala、śalmali(也是树名)同源。

## 识别
哈拉帕语的系属分类主要有以下几说：
- 达罗毗荼语系，可能就是原始达罗毗荼语：1950年代由Henry Heras提出，[3]获得不少人的支持，如Kamil Zvelebil、阿斯科·帕尔波拉和Iravatham Mahadevan。[4][5]
- “已灭绝语门”，即在现代语言中没有任何反映的孤立语(有可能在尼哈利语中有反映)。这种假说认为印度河语言的唯一踪迹是历史底层遗存，特别是吠陀梵语的底层。

可信度较低的假说：
- 印欧语系，与原始印度-伊朗语较近：考古学家Shikaripura Ranganatha Rao。[6]
- 闪米特语族：Malati Shendge(1997)认为哈拉帕语可能是一个叫“阿修罗”的国家的语言，即古亚述。[7]

### 多语
印度河文字如果确实是语言的书面形式，也只可能书写一种语言。但印度河文明大抵不只说一种语言，应该与美索不达米亚苏美尔语和阿卡德语共存数世纪的状况相似。Jane R. McIntosh提供了一个这样的可能：印度河文明可能本说旁蒙达语族语言，特别是在旁遮普地区。稍后，原始达罗毗荼语移民在约公元前5千纪迁来，形成南部平原说达罗毗荼语，旁蒙达语仍分布在旁遮普的格局。:355-356

### 其他理论
Michael Witzel假设一种与南亚语系，特别是卡西语相似的前缀语言，即所谓“旁蒙达语”(即与蒙达语族或其他南亚语系语族有关，但并不是蒙达语族最晚共同祖先的直系后代)。Witzel称《梨俱吠陀》只有哈拉帕语影响，达罗毗荼语的影响要晚上一段时间，因而南亚语使用者起源自旁遮普，印度-雅利安语人群再后来才征服了达罗毗荼人。该理论得到Franklin Southworth支持。2019年，Witzel称，在更完善的印度-雅利安语言中达罗毗荼语系和蒙达语族底层成分测定工作完成前，印度河语言的问题暂且存而不论。

## 阅读更多
- Austin Patrick Olivelle. . Oxford University Press. 13 July 2006  [2022-01-09]. ISBN 9780199775071. （原始内容存档于2020-09-27）.
- McIntosh, Jane R. . Santa Barbara, California: ABC-CLIO. 2008. ISBN 9781576079072.